# Condado de Greenbrier
O Condado de Greenbrier é um dos 55 condados do estado norte-americano da Virgínia Ocidental. A sede do condado é Lewisburg, que é também a sua maior cidade. O condado tem uma área de 2652 km² (dos quais 8 km² estão cobertos por água), uma população de 34 453 habitantes, e uma densidade populacional de 13 hab/km² (segundo o censo nacional de 2000). O condado foi fundado em 1782 e recebeu o seu nome a partir do rio Greenbrier, afluente do rio New, por sua vez afluente do rio Kanawha.

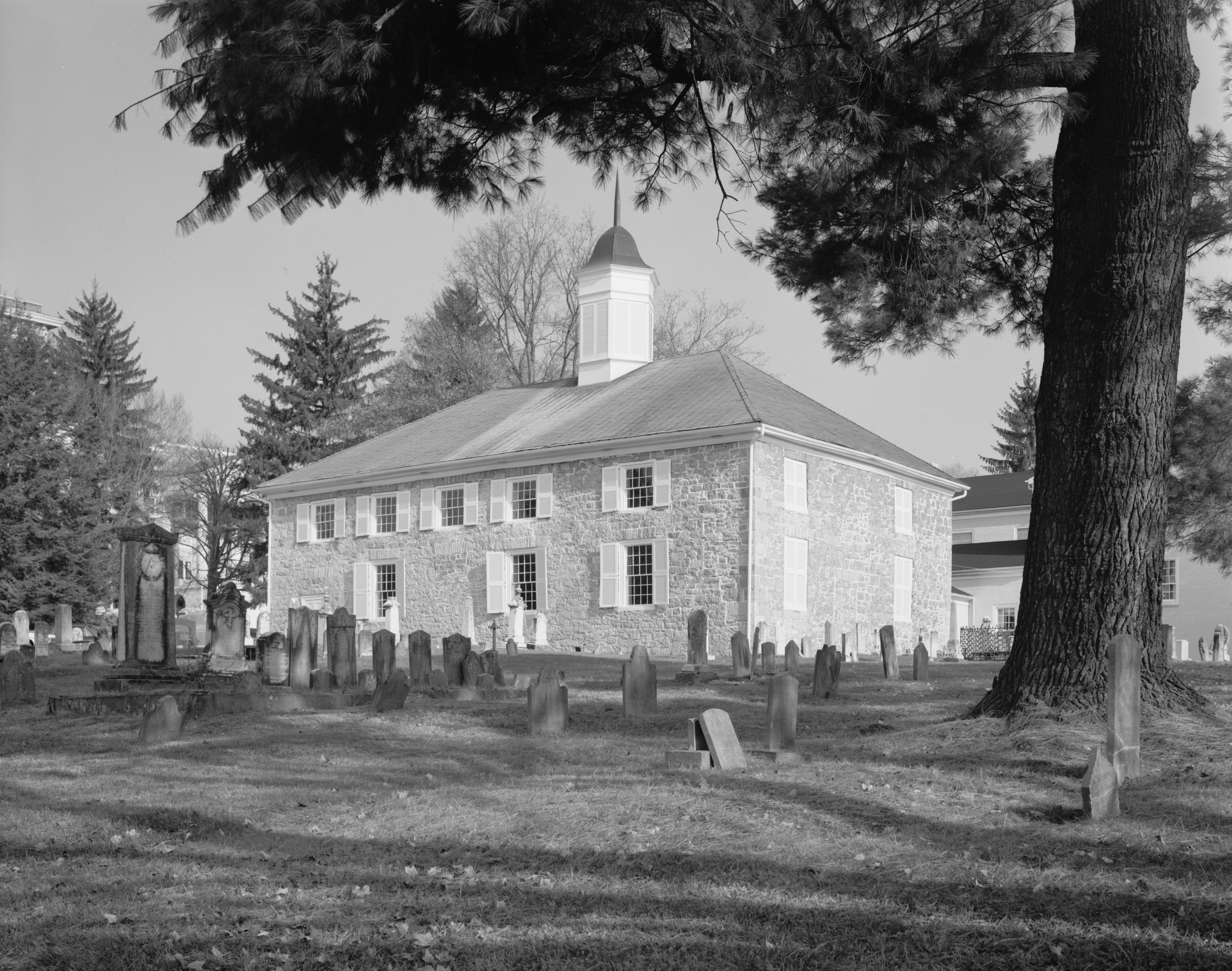
Igreja em Lewiston, condado de Greenbrier, Virgínia Ocidental